# Богданов, Андрей Игоревич
Андре́й И́горевич Богда́нов (17 октября 1992, Дмитров, Московская область) — российский саночник, призёр чемпионата мира и Европы в эстафете.

## Спортивная карьера
Выступает в двухместных санях в паре с Андреем Медведевым.
Чемпион России (2013). Серебряный (2014 — двухместные сани, эстафета) и бронзовый (2012) призёр чемпионатов России.
На чемпионате мира 2015 года в Сигулде в паре с Андреем Медведевым показал лучший среди российских экипажей 7-й результат в двойках, в итоге экипаж Богданов-Медведев был допущен до участия в смешанной эстафете, где и завоевал серебряные медали.